# Johanna Gabriele von Österreich

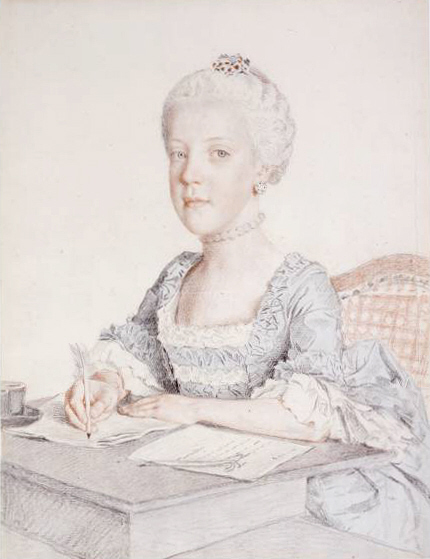
Erzherzogin Johanna Gabriele von Österreich, Pastellgemälde von Jean-Étienne Liotard

Johanna Gabriela von Österreich (oder Johanna Gabriele; * 4. Februar 1750 Wien; † 23. Dezember 1762 ebenda) war eine Erzherzogin von Österreich und Prinzessin von Böhmen, Ungarn und der Toskana.

## Kindheit in Wien

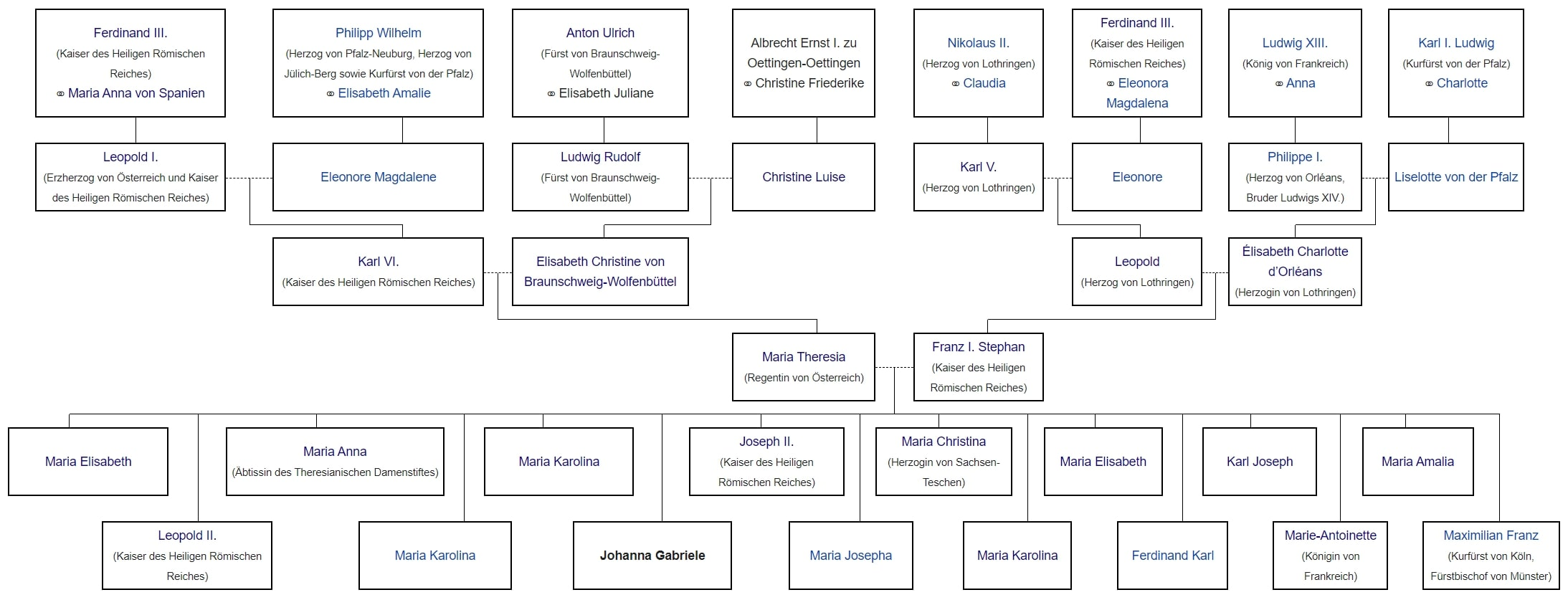
Stammbaum von Johanna Gabriele

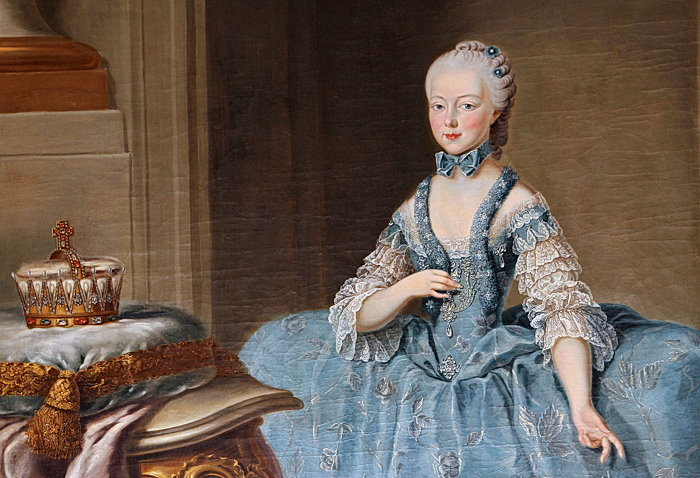
Gemälde von Martin van Meytens

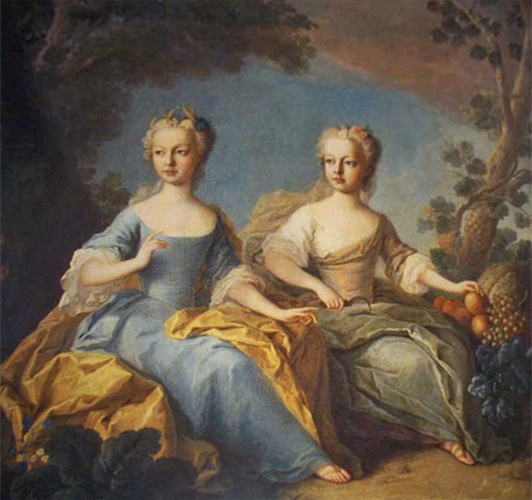
Maria Johanna & Maria Josepha von Österreich 1759, von Pierre Benevault

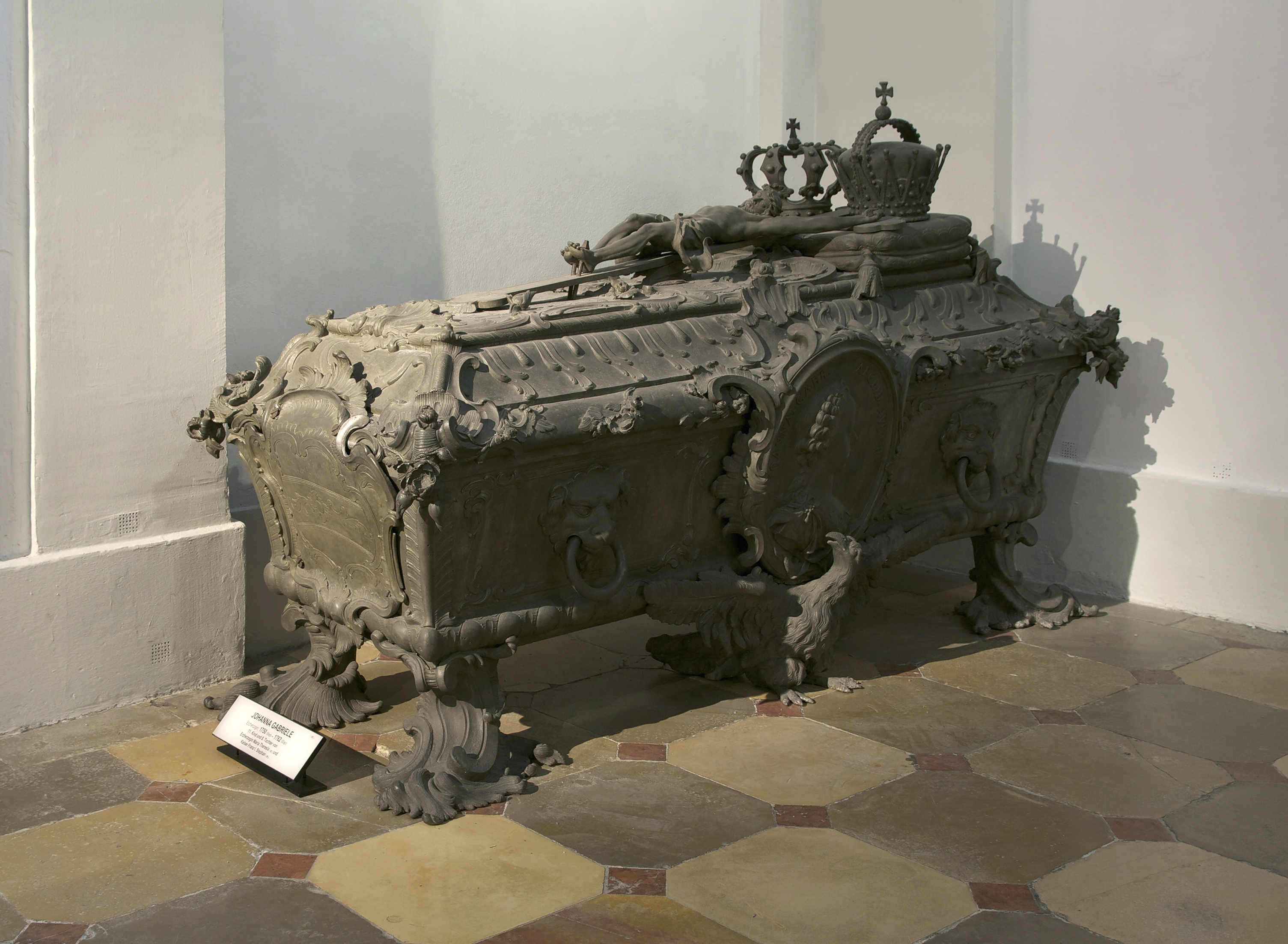
Sarkophagus Johanna Gabriele, Kapuzinergruft, Wien

Johanna Gabriela Josepha Antonia wurde am 4. Februar 1750 als achte Tochter und elftes Kind von Maria Theresia und Kaiser Franz I. Stephan geboren.
Johanna Gabriela war Teil einer Reihe von Kindern, die nacheinander geboren wurden. Sie lag in der Kinderkammer zusammen mit ihren Geschwistern Maria Josepha, Maria Karolina, Maria Antonia und Maximilian Franz. Dort wurden sie von den Erziehungsdamen und ihren Begleitern umsorgt. Im Alter von fünf Jahren erhielt Johanna ihre eigene Zimmerflucht im kaiserlichen Palast und einige zusätzliche Tutoren. Sie hatte eine gute Beziehung zu ihren Geschwistern, wenn sie auch manchmal Streit mit ihren Brüdern hatte. Maria Theresia ermutigte ihre Kinder, gut miteinander auszukommen. Johanna Gabriela galt als besonders liebenswert und gutmütig und war deshalb am Kaiserhof und auch in der großen kaiserlichen Familie sehr beliebt. Sie genoss eine umfangreiche Ausbildung, die Lesen, Schreiben, Latein, Fremdsprachen, Geschichte, Geographie, Landvermessung, militärische Architektur, Mathematik, Musik, Tanzen und Gymnastik sowie Religion ab dem Alter von drei Jahren beinhaltete.
Zusätzlich wurde Johanna intensiv in Tanzen und Musik, den Lieblingsfächern ihrer Mutter, unterrichtet. Während ihre Brüder Musikinstrumente erlernten, bekam Johanna Gesangsunterricht und hatte eine überdurchschnittliche Begabung für Malerei und Zeichnen.

## Lieblingsschwester Maria Josepha
Johanna und Maria Josepha waren einander sehr zugetan. Die Innigkeit zwischen den beiden war so eng, dass die beiden eingehakt umher liefen. Die Beziehung ging so weit, dass Johanna und Maria Josepha sich Kinderzimmer, Spielzimmer und Schlafgemach teilten. Auch die Kindermädchen (auch als Aja bezeichnet) und später die Privatlehrer teilten sie sich. Die beiden waren nie allein anzutreffen. Beide waren talentiert im Malen und Zeichnen sowie Singen und Tanzen.

## Heiratspläne
Maria Theresia verfolgte eine gezielte Heiratspolitik für alle ihre Kinder. Sie und König Karl III. von Spanien vereinbarten, dass Maria Theresias vierte Tochter, Erzherzogin Maria Amalia, Karls Sohn, König Ferdinand III. von Sizilien und IV. von Neapel heiraten sollte. Karl wollte später die Verpflichtung nicht einhalten, da Maria Amalia fünf Jahre älter als Ferdinand war. Maria Theresia lenkte dann seine Aufmerksamkeit auf Maria Amalias Schwester Johanna, die nur ein Jahr älter als Ferdinand war, so dass schließlich die Verlobung zwischen Johanna und Ferdinand geschlossen wurde.

## Tod
In der zweiten Hälfte des achtzehnten Jahrhunderts wüteten die Pocken im Heiligen Römischen Reich. Leopold Mozart, der Vater von Wolfgang Amadeus Mozart, schrieb: „in ganz Wien wurde nichts besprochen außer Pocken. Von zehn Kindern im Sterberegister, waren neun von ihnen an Pocken gestorben.“ Johannas älterer Bruder Karl Joseph starb im Jahr 1761 an Pocken. Um ein starkes Zeichen zu setzen, befahl die Kaiserin die Impfung aller ihrer übrigen Kinder.
Johanna Gabriela erlag am 23. Dezember 1762 den Pocken. Sie gehört zu jenen 41 Personen, die eine „Getrennte Bestattung“ mit Aufteilung des Körpers auf alle drei traditionellen Wiener Begräbnisstätten der Habsburger (Kaisergruft, Herzgruft, Herzogsgruft) erhielten.

## Vorfahren
| Ahnentafel Johanna Gabriele von Österreich | Ahnentafel Johanna Gabriele von Österreich                                                                 | Ahnentafel Johanna Gabriele von Österreich                                                                 | Ahnentafel Johanna Gabriele von Österreich                                                                 | Ahnentafel Johanna Gabriele von Österreich                                                                 | Ahnentafel Johanna Gabriele von Österreich                                                       | Ahnentafel Johanna Gabriele von Österreich                                                       | Ahnentafel Johanna Gabriele von Österreich                                                                             | Ahnentafel Johanna Gabriele von Österreich                                                                      |
| ------------------------------------------ | --- | --- | --- | --- | ------------------------------------------------------------------------------------------------ | ------------------------------------------------------------------------------------------------ | --- | --- |
| Ururgroßeltern                             | Nikolaus Franz von Vaudémont (1609–1670) ⚭ 1634 Claudia von Lothringen (1612–1648)                         | Kaiser Ferdinand III. (1608–1657) ⚭ 1651 Eleonora von Mantua (1630–1686)                                   | König Ludwig XIII. (1601–1643) ⚭ 1615 Anna von Österreich (1601–1666)                                      | Kurfürst Karl I. Ludwig (1617–1680) ⚭ 1650 Charlotte von Hessen-Kassel (1627–1686)                         | Kaiser Ferdinand III. (1608–1657) ⚭ 1631 Maria Anna von Spanien (1606–1646)                      | Kurfürst Philipp Wilhelm (1615–1690) ⚭ 1653 Elisabeth Amalia von Hessen-Darmstadt (1635–1709)    | Fürst Anton Ulrich von Braunschweig-Wolfenbüttel (1633–1714) ⚭ 1656 Elisabeth Juliane von Holstein-Norburg (1634–1704) | Albrecht Ernst I. zu Oettingen (1642–1683) ⚭ 1665 Christine Friederike von Württemberg (1644–1674)              |
| Urgroßeltern                               | Herzog Karl V. Leopold (1643–1690) ⚭ 1678 Eleonore von Österreich (1653–1697)                              | Herzog Karl V. Leopold (1643–1690) ⚭ 1678 Eleonore von Österreich (1653–1697)                              | Philipp I. von Bourbon (1640–1701) ⚭ 1671 Elisabeth von der Pfalz (1652–1722)                              | Philipp I. von Bourbon (1640–1701) ⚭ 1671 Elisabeth von der Pfalz (1652–1722)                              | Kaiser Leopold I. (1640–1705) ⚭ 1676 Eleonore Magdalene von der Pfalz (1655–1720)                | Kaiser Leopold I. (1640–1705) ⚭ 1676 Eleonore Magdalene von der Pfalz (1655–1720)                | Herzog Ludwig Rudolf von Braunschweig-Wolfenbüttel (1671–1735) ⚭ 1690 Christine Luise von Oettingen (1671–1747)        | Herzog Ludwig Rudolf von Braunschweig-Wolfenbüttel (1671–1735) ⚭ 1690 Christine Luise von Oettingen (1671–1747) |
| Großeltern                                 | Herzog Leopold Joseph von Lothringen (1679–1729) ⚭ 1698 Élisabeth Charlotte de Bourbon-Orléans (1676–1744) | Herzog Leopold Joseph von Lothringen (1679–1729) ⚭ 1698 Élisabeth Charlotte de Bourbon-Orléans (1676–1744) | Herzog Leopold Joseph von Lothringen (1679–1729) ⚭ 1698 Élisabeth Charlotte de Bourbon-Orléans (1676–1744) | Herzog Leopold Joseph von Lothringen (1679–1729) ⚭ 1698 Élisabeth Charlotte de Bourbon-Orléans (1676–1744) | Kaiser Karl VI. (1685–1740) ⚭ 1708 Elisabeth Christine von Braunschweig-Wolfenbüttel (1691–1750) | Kaiser Karl VI. (1685–1740) ⚭ 1708 Elisabeth Christine von Braunschweig-Wolfenbüttel (1691–1750) | Kaiser Karl VI. (1685–1740) ⚭ 1708 Elisabeth Christine von Braunschweig-Wolfenbüttel (1691–1750)                       | Kaiser Karl VI. (1685–1740) ⚭ 1708 Elisabeth Christine von Braunschweig-Wolfenbüttel (1691–1750)                |
| Eltern                                     | Kaiser Franz I. Stephan (1708–1765) ⚭ 1736 Maria Theresia (1717–1780)                                      | Kaiser Franz I. Stephan (1708–1765) ⚭ 1736 Maria Theresia (1717–1780)                                      | Kaiser Franz I. Stephan (1708–1765) ⚭ 1736 Maria Theresia (1717–1780)                                      | Kaiser Franz I. Stephan (1708–1765) ⚭ 1736 Maria Theresia (1717–1780)                                      | Kaiser Franz I. Stephan (1708–1765) ⚭ 1736 Maria Theresia (1717–1780)                            | Kaiser Franz I. Stephan (1708–1765) ⚭ 1736 Maria Theresia (1717–1780)                            | Kaiser Franz I. Stephan (1708–1765) ⚭ 1736 Maria Theresia (1717–1780)                                                  | Kaiser Franz I. Stephan (1708–1765) ⚭ 1736 Maria Theresia (1717–1780)                                           |
| Johanna Gabriele von Österreich            | | | | |                                                                                                  |                                                                                                  | | |